# Росоха-Кольонія
Росоха-Кольонія (пол. Rosocha-Kolonia) — село в Польщі, у гміні Ґоліна Конінського повіту Великопольського воєводства.
Населення — 273 особи (2011).
У 1975-1998 роках село належало до Конінського воєводства.

## Демографія
Демографічна структура станом на 31 березня 2011 року:
|          | Загалом | Допрацездатний вік | Працездатний вік | Постпрацездатний вік |
| -------- | ------- | ------------------ | ---------------- | -------------------- |
| Чоловіки | 130     | 25                 | 99               | 6                    |
| Жінки    | 143     | 25                 | 96               | 22                   |
| Разом    | 273     | 50                 | 195              | 28                   |